# Acerorhinus
Acerorhinus — рід носорогів триби Aceratheriini, поширений в Азії з міоцену, що жив з 13,6—7 млн років тому.
Серед інших місць добре збережені зразки черепа Acerorhinus були знайдені в Керассіа в Північній Евбонеї, Греція.

## Таксономія
Acerorhinus був названий угорським палеонтологом Міклошем Крецоєм (1942). Типовий вид — Aceratherium zernowi. Спочатку багато видів цього роду, включаючи A. zernowi, були віднесені до виду Chilotherium. Він був призначений до триби Aceratheriini Kaya & Heissig (2001) й пізніше Antoine & Saraç (2005).

## Опис
Acerorhinus мав дуже короткі ноги, більше схожі на Teleoceras, ніж на інших Aceratherines. Як і інші ацератерини, він був безрогим і мав бивнеподібні різці.